# Celica
Célica (tudi célula; latinsko cellula - sobica) je osnovna gradbena in funkcionalna enota vseh živih organizmov. Celice so najmanjši deli organizmov, ki jih obravnavamo kot žive, zato jim pogosto pravimo tudi gradbeni elementi življenja. Nekateri organizmi, kot so bakterije so enoceličarji; sestavlja jih ena sama celica. Drugi organizmi, kot ljudje, so mnogocelični (človeško telo sestavlja približno 37 bilijonov celic).
Celice so v povprečju velike 10-20 μm, s prostim očesom jih ne moremo videti. S svetlobnim mikroskopom (povečava do 2000×) vidimo celico kot vrečasto tvorbo, ki je obdana s celično membrano, izpolnjena s citoplazmo in ima celično jedro. Z elektronskim mikroskopom (povečava do 1.000.000×) lahko opazujemo podrobno zgradbo celičnih organelov (ribosomi, lizosomi, endoplazemski retikulum, Golgijev aparat, mitohondriji), ki opravljajo različne naloge.
Na celični ravni se z organizmi ukvarja panoga biologije, imenovana celična biologija. Celična teorija, ki pravi, da so vsi organizmi zgrajeni iz celic, je tudi eden temeljev sodobne biologije nasploh.

## Zgradba celice
Poznamo dva osnovna tipa celic, ki sta:
- procito (prokariontska celica); ločimo celice bakterij in arhej, ki imajo podobno zgradbo
- evcito (evkariontska celica).

Primerjava rastlinske in živalske celice:
- velikost rastlinske celice: 50-100 μm, velikost živalske celice: 5-30 μm
- centriol ima samo živalska celica
- rastlinske celice imajo kloroplaste, celično vakuolo in celično steno

Vse celice imajo membrano, ki obdaja celico in ločuje znotrajcelično okolje od zunanjosti, nadzoruje pretok snovi v celico in iz nje (pravimo, da je selektivno permeabilna) ter vzdržuje membranski potencial. Zgrajena je iz dvojne plasti fosfolipidov (maščobe) in različnih beljakovinskih molekul. Njeno zgradbo prikazujemo z modelom tekočega mozaika. Mozaik zato, ker so beljakovinske molekule vstavljene v plast fosfolipidov kot mozaik, tekoči pa zato, ker beljakovinske molekule plavajo, se premikajo po plasti. Večino notranjosti predstavlja citoplazma oz. celični sok, v katerem so raztopljene različne snovi. Vse celice vsebujejo DNK - dednino in RNK, ki vsebuje navodila za izgradnjo beljakovin, potrebnih za izgradnjo celičnih komponent.
Procite so brez večine organelov in jedra. Poleg membrane jih obdaja celična stena in poleg nje pri nekaterih bakterijah še kapsula, ki varuje celico in deluje kot strukturna podpora. Na zunaj lahko iz celice izrašča eden ali več bičkov in pilusov, ki sodelujejo pri premikanju in komunikaciji.

### Celični organeli
Endoplazemski retikulum (ER) je splet prostorov, imenovanih cisterne. Na zrnatem endoplazemskem retikulumu se pojavljajo tudi ribosomi, v katerih poteka sinteza beljakovin. Te beljakovine nato po cisternah potujejo po celici. Poznamo zrnati ER (z ribosomi) in gladki ER (brez ribosomov).
Golgijev aparat je zgrajen iz cistern, od katerih se odcepljajo mehurčki, ki potujejo do celične membrane, se tam odprejo in vsebino izpraznijo navzven. V mehurčkih se nahajajo beljakovine, povezane z ogljikovimi hidrati.
Lizosomi so mehurčki, ki vsebujejo prebavne encime. Nastajajo tako, da se ločijo od Golgijevega aparata. Sodelujejo pri celični prebavi.
Mitohondrij naj bi bili po endosimbiontski hipotezi včasih samostojni organizmi, ki pa so se vrinili v celico in z njo živijo v sožitju. Dokaz za to naj bi bil lasten DNK, na podoben način pa naj bi se razvili tudi plastidi. Imajo dve membrani; zunanja je gladka, notranja pa nagubana. Naloga mitohondrijev je celično dihanje - proces, pri katerem se iz hrane sprošča energija v obliki molekul ATP. Ker imajo mitohondriji lasten DNK in ribosome, lahko v njih poteka tudi sinteza beljakovin.
Kloroplasti so skupina plastidov, ki je značilna za rastlinske celice, opravljajo fotosintezo. So okrogle, lečaste strukture in imajo gladko zunanjo ter nagubano notranjo membrano. Gube notranje membrane so tilakoide. Kloroplasti imajo lasten DNK in ribosome, po endosimbiontski hipotezi so nastali iz modrozelenih cepljivk.
Vakuola je značilna za rastlinsko celico. Je večji prostor, obdan z membrano - tonoplast. Znotraj se nahaja celični sok. Ker rastline nimajo izločal, vse odpadne produkte kopičijo v vakuoli. S starostjo celice narašča tudi velikost vakuole. Snovi odvrže preko korenin ali smole.
Jedro je obdano z dvema membranama - notranjo in zunanjo, ki ima ribosome in se veže na endoplazemski retikulum. V jedru se nahaja večina dednega zapisa celice. Dedni zapis je v obliki tankih nitk, imenovanih kromatin (pri barvanju se obarvajo). Kromatin je sestavljen iz molekul deoksiribonukleinske kisline in beljakovin ter je videti kot mrežast preplet.
Kromosomi se oblikujejo iz spiraliziranega kromatina. V celici jih vidimo samo med celično delitvijo. Število kromosomov v človeški celici je 46. Telesne celice imajo 23 parov, od tega je en par spolnih kromosomov (XX oz. XY), so diploidne (2n). Človeške spolne celice imajo 23 kromosomov, so haploidne (1n).
Jedrce je temnejši del jedra, v katerem nastajajo ribosomi.

### Nitaste citoplazmatske strukture
Nitaste citoplazmatske strukture sestavljajo celični skelet in strukture za premikanje (bičke in migetalke)
- mikrotubuli: votle cevke, zgrajene iz beljakovine tubulin. Njihova naloga je transport snovi znotraj celice in sodelovanje pri celični delitvi (tvorijo delitveno vreteno). So gradbeni deli bičkov in migetalk.
- mikrofilamenti: tanjše nitke, ki niso votle. Zgrajene so iz beljakovine aktin, pomembne pa pri krčenju mišic.
- intermediarni filamenti: po premeru med mikrotubuli in mikrofilamenti, obstaja več tipov, ki imajo v celicah različne vloge

### Izvenmembranske strukture
Celične strukture, ki ležijo zunaj membrane, so v neposrednem stiku z okolico. Njihovi gradbeni elementi nastajajo znotraj celice in se prenesejo prek celične membrane z različnimi transportnimi mehanizmi.
- celična stena je del številnih tipov prokariontskih in evkariontskih celic, ki predstavlja dodatno mehansko in kemično zaščito pred okoljskimi dejavniki. Pri različnih organizmih jo gradijo različne snovi - pektin pri rastlinah, hitin pri glivah in peptidoglikan pri bakterijah.
- želatinozna kapsula je debela polisaharidna ali polipeptidna zaščitna plast pri nekaterih bakterijah, ki varuje pred izsušitvijo, preprečuje vstop virusov in toksinov v celico ter varuje pred fagocitozo.
- bički sodelujejo pri premikanju celic; štrlijo iz citoplazme skozi membrano in steno ter spreminjajo kemično energijo ATP v kinetično. Gradijo jih beljakovine. Značilni so predvsem za bakterije, pa tudi nekatere specializirane živalske celice.
- pilus je bakterijska okončina, ki jo gradi beljakovina pilin in sodeluje pri pritrjevanju na gostiteljsko celico s pomočjo receptorjev na njej. Poseben tip je udeležen pri izmenjavi genskega materiala (konjugaciji) bakterij.